# Esther Nirina
Esther Nirina (nhũ danh Ranirinaharitafika, 1932-2004), là một nhà thơ Malagasy. Sinh năm 1932 tại Madagascar, bà sống ở Orleans, Pháp từ năm 1953 đến 1983, làm thủ thư, trước khi trở về Madagascar và trở thành một nhà thơ. Trong sự nghiệp của mình, Nirina là thành viên của Académie Malagache, và là người đứng đầu Hiệp hội các nhà văn Ấn Độ Dương (SEROI). Tập thơ của bà Chuyến đi đơn giản đã được trao giải thưởng ADELF Grand Prix Littérature de Madagascar.

## Đời sống
Nirina là một đứa trẻ duy nhất và bà đã nói trong các cuộc phỏng vấn rằng tên của bà có nghĩa là "mong muốn" bởi vì cha mẹ bà muốn có một đứa trẻ rất tệ. Bà lớn lên ở Antananarivo, thủ đô của Madagascar, nơi cha bà làm công chức, nhưng gia đình bà thường đến thăm ngôi làng ở đất nước nơi cha bà được nuôi dưỡng.
Nirina chuyển đến Pháp vào năm 1953, theo chồng, người đã hoàn thành việc học ở đó. Khi ở Orleans, bà bắt đầu làm thủ thư. Bà làm việc cùng với Hélène Cadou, vợ của Réné-Guy Cadou. Hélène Cadou đã quan tâm đến Nirina sau khi đọc một bài thơ bà viết, và thúc đẩy bà tiếp tục viết. Năm 1975, tập thơ đầu tiên của Nirina, Silencieuse respiration, được phát hành bởi nhà xuất bản Orleans Sergent. Chuyến đi đơn giản tiếp theo vào năm 1980, từ cùng một nhà xuất bản.
Madagascar đã giành được độc lập vào năm 1960 và gia đình của Nirina đã chọn ở lại Pháp. Bà và chồng vẫn ở Orleans cho đến khi các con đi học đại học. Nirina và chồng đã đi du lịch một số nơi, trước khi trở về Madagascar năm 1990 để cải tạo nhà ở Antananarivo và đất nước để họ có một nơi để nghỉ hưu, bà nói. bà mất năm 2004.

## Phong cách
Phong cách của Nirina kết hợp di sản và tuổi trẻ của bà ở Madagascar với những trải nghiệm của bà khi sống ở Pháp. Bà sử dụng các hình thức thơ truyền thống của Malagasy như hainteny, nhưng cũng thu hút được những ảnh hưởng quốc tế như Pablo Neruda và George Bataille. Thơ của bà được đánh dấu bằng nỗi nhớ cũng như các tài liệu tham khảo triết học và tính đa nghĩa trong lựa chọn từ ngữ của bà.

## Tác phẩm đáng chú ý
- Silencieuse respiration (1975)
- Simple voyelle (1980)
- Lente spirale (1990)
- Multiple solitude (1997)
- Rien que lune: Oeuvres poétiques (1998)
- Mivolana an-tsoratra / Le dire par écrit (2004)